# دی‌سی اینترتینمنت
دی‌سی اینترتینمنت یک شرکت سرگرمی آمریکایی است که در سپتامبر ۲۰۰۷ در بربنک، کالیفرنیا تأسیس شد. شرکت از توابع و زیرمجموعه‌های برادران وارنر دیسکاوری است و مسئول بخش دی‌سی کامیکس و شخصیت‌های آن در دیگر بخش می‌باشد و با دیگر بخش‌های برادران وارنر همکاری می‌کند. همچنین به‌طور غیرمستقیم به مسائل دنیای توسعه‌یافته دی‌سی (DCEU) می‌پردازد.
در آوریل ۲۰۲۲، پس از ادغام شرکت مادر وارنرمدیا با دیسکاوری، گزارش شد که دی‌سی اینترتینمنت به جای اینکه توسط سایر زیرمجموعه‌های برادران وارنر آن اداره شود، به یک واحد
عمودی‌تر سازماندهی می‌شود.

## زیرمجموعه‌ها

### فعال
- مد
- دی‌سی کامیکس
  - دی‌سی بلک لیبل
  - دی‌سی یانگ انیمال
  - وایلداستورم
  - جهان سندمن
  - هیل هاوس کامیکس
  - واندر کامیکس
  - گرافیک ناول‌های دی‌سی برای کودکان
  - گرافیک ناول‌های دی‌سی برای جوانان
  - دی‌سی یونیورس اینفینیتی

### غیرفعال
- دی‌سی یونیورس - با تأسیس اچ‌بی‌او مکس از کار افتاد؛ به دی‌سی یونیورس اینفینیتی تبدیل شد.

## مدیران

### رئیس‌ها
- دایان نیلسون (۹ سپتامبر ۲۰۰۹ – ۶ ژوئن ۲۰۱۸)[۴]
- جف جانز (۲۰۱۶–۲۰۱۸)[۵]
- ان لیونگ دی‌پیز، معاون ارشد رئیس (۲۰۲۲–تاکنون)[۶]

### دیگران
- جف جانز، رئیس ارشد خلاقیت، دی‌سی کامیکس (۲۰۱۰–۲۰۱۸)
- جیم لی، رئیس ارشد خلاقیت، دی‌سی کامیکس (ژوئن ۲۰۱۸–تاکنون)
- آمیت دیسای، معاون اجرایی رئیس (۲۰۱۶–۲۰۱۹)

## پیوند به‌بیرون
- وبگاه رسمی